# Bahnstrecke Dąbrowa Górnicza Ząbkowice–Brzeziny Śląskie
| Streckennummer: | 183                  |                                                              |                                                              |
| Streckenlänge: | 22,645 km            |                                                              |                                                              |
| Spurweite: | 1435 mm (Normalspur) |                                                              |                                                              |
| Streckengeschwindigkeit: | 20 km/h              |                                                              |                                                              |
| |                      |                                                              |                                                              |
| \| \| \| von Zawiercie (1943 Warthenau) \| \| \| \| 0,000 \| Dąbrowa Górnicza Ząbkowice (1943 Zombkowitz) \| 298 m \| \| \| \| nach Jaworzno Szczakowa (1943 Szczakowa) \| \| \| \| \| nach Dąbrowa Górnicza (1943 Dabrowa Gornicza) \| \| \| \| \| Schnellstraße 1 \| \| \| \| \| von Dąbrowa Górnicza Strzemieszyce (1943 Strzemieszyce Nord) \| \| \| \| 3,910 \| Abzweig Dąbrowa Górnicza Piekło \| 271 m \| \| \| \| Güterstrecke \| \| \| \| \| Anschluss DB Cargo Polska \| \| \| \| \| Oberschlesische Sandbahn \| \| \| \| \| Anschlussgleise, u. a. Kraftwerk Łagisza \| \| \| \| 8,369 \| Będzin Łagisza \| 279 m \| \| \| \| Landesstraße 86 \| \| \| \| 12,765 \| Gródków \| 297 m \| \| \| \| Anschluss Sägewerk \| \| \| \| 15,281 \| Będzin Grodziec \| 290 m \| \| \| \| Anschluss Kohlenbergwerk Grodziec und Zementwerk \| \| \| \| 16,635 \| Będzin Wojkowice \| 284 m \| \| \| \| Anschluss Kohlenbergwerk Jowisz \| \| \| \| \| Oberschlesische Sandbahn \| \| \| \| \| Brynica (Brinitza) \| \| \| \| \| Anschlussgleise \| \| \| \| \| von Chorzów Stary (1943 Königshütte (Oberschles) Ost) \| \| \| \| 22,645 \| Brzeziny Śląskie (1943 Birkenhain (Oberschles)) \| 285 m \| \| \| \| nach Radzionków (Radzionkau) \| \| |                      |                                                              |                                                              |
| Strecke |                      | von Zawiercie (1943 Warthenau)                               | von Zawiercie (1943 Warthenau)                               |
| Bahnhof | 0,000                | Dąbrowa Górnicza Ząbkowice (1943 Zombkowitz)                 | 298 m                                                        |
| Abzweig geradeaus und nach links |                      | nach Jaworzno Szczakowa (1943 Szczakowa)                     | nach Jaworzno Szczakowa (1943 Szczakowa)                     |
| Abzweig geradeaus und nach links |                      | nach Dąbrowa Górnicza (1943 Dabrowa Gornicza)                | nach Dąbrowa Górnicza (1943 Dabrowa Gornicza)                |
| Brücke |                      | Schnellstraße 1                                              | Schnellstraße 1                                              |
| Abzweig geradeaus und ehemals von links |                      | von Dąbrowa Górnicza Strzemieszyce (1943 Strzemieszyce Nord) | von Dąbrowa Górnicza Strzemieszyce (1943 Strzemieszyce Nord) |
| ehemalige Blockstelle | 3,910                | Abzweig Dąbrowa Górnicza Piekło                              | 271 m                                                        |
| Abzweig geradeaus und ehemals nach rechts |                      | Güterstrecke                                                 | Güterstrecke                                                 |
| Abzweig geradeaus und nach links |                      | Anschluss DB Cargo Polska                                    | Anschluss DB Cargo Polska                                    |
| Kreuzung geradeaus oben (Querstrecke außer Betrieb) |                      | Oberschlesische Sandbahn                                     | Oberschlesische Sandbahn                                     |
| Abzweig geradeaus und von links |                      | Anschlussgleise, u. a. Kraftwerk Łagisza                     | Anschlussgleise, u. a. Kraftwerk Łagisza                     |
| Dienststation / Betriebs- oder Güterbahnhof | 8,369                | Będzin Łagisza                                               | 279 m                                                        |
| Strecke mit Straßenbrücke |                      | Landesstraße 86                                              | Landesstraße 86                                              |
| ehemaliger Bahnhof | 12,765               | Gródków                                                      | 297 m                                                        |
| Abzweig geradeaus und ehemals von links |                      | Anschluss Sägewerk                                           | Anschluss Sägewerk                                           |
| ehemaliger Bahnhof | 15,281               | Będzin Grodziec                                              | 290 m                                                        |
| Abzweig geradeaus und ehemals nach links |                      | Anschluss Kohlenbergwerk Grodziec und Zementwerk             | Anschluss Kohlenbergwerk Grodziec und Zementwerk             |
| ehemaliger Bahnhof | 16,635               | Będzin Wojkowice                                             | 284 m                                                        |
| Abzweig ehemals geradeaus und nach rechts |                      | Anschluss Kohlenbergwerk Jowisz                              | Anschluss Kohlenbergwerk Jowisz                              |
| Kreuzung geradeaus oben (Strecken außer Betrieb) |                      | Oberschlesische Sandbahn                                     | Oberschlesische Sandbahn                                     |
| Brücke über Wasserlauf (Strecke außer Betrieb) |                      | Brynica (Brinitza)                                           | Brynica (Brinitza)                                           |
| Abzweig geradeaus und von links (Strecke außer Betrieb) |                      | Anschlussgleise                                              | Anschlussgleise                                              |
| Abzweig geradeaus und von links (Strecke außer Betrieb) |                      | von Chorzów Stary (1943 Königshütte (Oberschles) Ost)        | von Chorzów Stary (1943 Königshütte (Oberschles) Ost)        |
| Betriebs-/Güterbahnhof Strecke bis hier außer Betrieb | 22,645               | Brzeziny Śląskie (1943 Birkenhain (Oberschles))              | 285 m                                                        |
| Strecke |                      | nach Radzionków (Radzionkau)                                 | nach Radzionków (Radzionkau)                                 |

Die Bahnstrecke Dąbrowa Górnicza Ząbkowice–Brzeziny Śląskie ist eine teilweise noch im Güterverkehr betriebene, teilweise stillgelegte Eisenbahnstrecke in der polnischen Woiwodschaft Schlesien.

## Verlauf und Zustand
Die Strecke beginnt im Bahnhof Dąbrowa Górnicza Ząbkowice an der Bahnstrecke Warszawa–Katowice, der dazu Beginn der Bahnstrecke Dąbrowa Górnicza Ząbkowice–Kraków ist, und verläuft westwärts über den Abzweig Dąbrowa Górnicza Piekło (km 3,910), zu dem ein Verbindungsgleis von der Bahnstrecke Warszawa–Katowice aus Richtung Katowice und von der Bahnstrecke Dąbrowa Górnicza Strzemieszyce–Dąbrowa Górnicza bestand, nach Brzeziny Śląskie (km 22,645) an der Bahnstrecke Chorzów–Radzionków. Dazwischen liegen zum Teil noch bediente Anschlüsse, so das Kraftwerk Łagisza beim Bahnhof Będzin Łagisza (km 8,369), bis zu dem die Strecke zu PKP Polskie Linie Kolejowe gehört. Auch ein Dienstbahnhof von DB Cargo Polska ist über die Strecke an das Schienennetz angebunden. Nicht mehr bedient werden hingegen beispielsweise das Kohlenbergwerk Grodziec beim Bahnhof Będzin Grodziec, das Zementwerk beim gleichen Ort und Bahnhof und ein Sägewerk bei Gródków.
Die Strecke ist eingleisig und nicht elektrifiziert, bis Będzin Łagisza mit zwanzig Kilometern pro Stunde zu befahren
, zwischen Będzin Wojkowice und Brzeziny Śląskie ist sie stillgelegt. Im Bahnhofsbereich von Dąbrowa Górnicza Ząbkowice beträgt die Höchstgeschwindigkeit vierzig Kilometer pro Stunde.

## Geschichte
Der Abschnitt Dąbrowa Górnicza Ząbkowice–Dąbrowa Górnicza Piekło wurde 1910 von der Warschau-Wiener Eisenbahn für den Güterverkehr eröffnet und um 1915 unter deutscher Besatzung im Ersten Weltkrieg als preußische Militäreisenbahn nach Wojkowice verlängert. Der letzte Abschnitt, Wojkowice–Brzeziny Śląskie, wurde am 27. September 1942 unter deutscher Besatzung im Zweiten Weltkrieg von der Deutschen Reichsbahn eröffnet. Personenverkehr wurde von spätestens 1948 bis zum 1. November 1981 betrieben, im Winter 1980/81 noch mit zwei beziehungsweise drei Verbindungen pro Richtung, welche nach Einstellung des Personenverkehr auf der Bahnstrecke Chorzów–Radzionków die letzte Anbindung des Bahnhofes Brzeziny Śląskie an den Schienenpersonenverkehr darstellten; der zuletzt gebaute Abschnitt wurde 1986 stillgelegt und 1992 abgebaut.